# Andy Richter
Paul Andrew "Andy" Richter, född 28 oktober 1966 i Grand Rapids, Michigan, är en amerikansk komiker och skådespelare. Richter är kanske mest känd som bisittare till Conan O'Brien i Late Night with Conan O'Brien, mellan åren 1993 och 2000. Richter återkom även som bisittare till O'Brien när denne ledde The Tonight Show efter Jay Leno mellan 2009 och 2010 och fortsatte senare som bisittare även i O'Briens nya show Conan. 

## Filmografi
- 2000 – Dr. T och kvinnorna
- 2001 – Dr. Dolittle 2
- 2001 – Pootie Tang
- 2001 – Scary Movie 2
- 2003 – Elf
- 2004 – En galen dag i New York
- 2005 – Madagaskar
- 2006 – Talladega Nights: The Ballad of Ricky Bobby
- 2007 – Blades of Glory
- 2008 – Semi-Pro
- 2008 – Madagaskar 2
- 2009 – Aliens in the Attic
- 2012 – Madagaskar 3